# 李粉姬
李粉姬（1968年12月29日—），朝鲜女子乒乓球运动员。她在1992年巴塞罗那奥运会中，参加了女子乒乓球比赛，并获得女子乒乓球比赛单打和双打铜牌。